# Предел Чандрасекара
Преде́л Чандрасека́ра — верхний предел массы, при котором звезда может существовать как белый карлик. Если масса звезды превышает этот предел, то она становится нейтронной звездой. Существование предела было доказано индийским астрофизиком Субраманьяном Чандрасекаром. В зависимости от химического состава белого карлика значение предела Чандрасекара варьируется в диапазоне от 1,38 до 1,44 солнечных масс.
Строго говоря, предел Чандрасекара — это верхний предел массы холодного невращающегося белого карлика, определяемый условием равенства сил давления вырожденного электронного газа и гравитации. Значение предела обычно обозначается символом {\displaystyle {\mathfrak {M}}_{\text{Ch}}}.

## Эффекты вырождения в белых карликах

Зависимость давления вырожденного газа от температуры. Сохранению состояния вырождения соответствует горизонтальная ветвь

Массы белых карликов составляют порядка солнечной, но размеры в сотни раз меньше солнечных ({\displaystyle R\leqslant 0{,}01}), то есть их плотность чрезвычайно высока, и один кубический сантиметр вещества белого карлика имеет массу во много тонн ({\displaystyle \rho \sim 10^{5}{-}10^{9}} г/см3). При таких плотностях электронные оболочки атомов разрушаются и вещество представляет собой электронно-ядерную плазму, причём её электронная составляющая представляет собой вырожденный электронный газ. Давление {\displaystyle P} такого газа подчиняется следующей зависимости:
{\displaystyle P=K_{1}\rho ^{5/3},}
где {\displaystyle K_{1}} — константа, {\displaystyle \rho } — плотность газа, то есть, в отличие от уравнения Клапейрона (уравнения состояния идеального газа), для вырожденного электронного газа температура в уравнение состояния не входит — его давление, при сохранении состояния вырождения, не зависит от температуры (см. график).
Вышеприведённое уравнение состояния действительно для холодного (нерелятивистского) вырожденного электронного газа. Температура даже в несколько миллионов кельвинов мала по сравнению с характерной ферми-энергией электронов ({\displaystyle kT\ll E_{\text{F}}}), поэтому газ всегда остаётся вырожденным даже при значительном росте температуры. С ростом плотности вещества в силу принципа Паули (два электрона не могут находиться в одном квантовом состоянии, то есть в состоянии с одинаковым импульсом и проекцией спина) энергия и импульс электронов возрастают настолько, что вырожденный электронный газ становится релятивистским. Зависимость давления {\displaystyle P} релятивистского вырожденного электронного газа от плотности становится другой:
{\displaystyle P=K_{2}\rho ^{4/3}.}

## Качественное рассмотрение

Зависимость масса — радиус для белых карликов. Вертикальная асимптота соответствует пределу Чандрасекара

Пусть средняя плотность белого карлика {\displaystyle \rho \sim M/R^{3}}, где {\displaystyle M} — масса, а {\displaystyle R} — радиус белого карлика. Тогда давление {\displaystyle P\sim M^{4/3}/R^{4}} и сила давления, противодействующая гравитации и равная перепаду давления по глубине:
{\displaystyle {\frac {P}{R}}\sim {\frac {M^{4/3}}{R^{5}}}.}
Гравитационные силы, противодействующие давлению:
{\displaystyle {\frac {\rho GM}{R^{2}}}\sim {\frac {M^{2}}{R^{5}}},}
то есть, хотя перепад давления и гравитационные силы одинаково зависят от радиуса, но по-разному зависят от массы — как ~{\displaystyle M^{4/3}} и ~{\displaystyle M^{2}} соответственно. Следствием такого соотношения зависимостей является существование некоторого значения массы звезды, при которой они уравновешиваются, и, поскольку гравитационные силы зависят от массы сильнее, чем перепад давления, при увеличении массы белого карлика его радиус уменьшается (см. график). Другим следствием является то, что если масса превышает некий предел, то звезда сколлапсирует, пока вследствие нейтронизации её вещества и роста плотности не наступит вырождение образовавшегося нейтронного газа и не наступит новое равновесие с образованием нейтронной звезды.
Таким образом, для белых карликов существует верхний предел массы, получивший название предела Чандрасекара.

## Количественное рассмотрение
Уравнение состояния {\displaystyle P} релятивистского вырожденного электронного газа

| {\displaystyle P=K\rho ^{4/3},} | \| \| \| \| \| \| \| \| | (1) |
|                                 |                         |     |
|                                 |                         |     |
где

| {\displaystyle K={\frac {1}{8}}\left({\frac {3}{\pi }}\right)^{1/3}{\frac {hc}{(m_{u}\mu _{e})^{4/3}}}\approx {\frac {1{,}244\cdot 10^{15}}{\mu _{e}^{4/3}}}} см3/(с2 г1/3). | \| \| \| \| \| \| \| \| | (2) |
| |                         |     |
| |                         |     |
Здесь {\displaystyle m_{u}} — атомная единица массы, {\displaystyle \mu _{e}} — молекулярная масса, приходящаяся на один электрон (число электронов в единице объёма равно {\displaystyle \rho /(m_{u}\mu _{e})}).
В соответствии со стандартной теорией строения звёзд белый карлик является политропным газовым шаром с гидростатически равновесной сферически-симметричной конфигурацией, внутри которой
{\displaystyle p\sim \rho ^{1+{\frac {1}{n}}}} и {\displaystyle n=3;}
при этом имеется соотношение между постоянной {\displaystyle K} и массой {\displaystyle {\mathfrak {M}}} политропного шара:

| {\displaystyle K=0{,}3639\cdot G{\mathfrak {M}}^{2/3},} | \| \| \| \| \| \| \| \| | (3) |
|                                                         |                         |     |
|                                                         |                         |     |
где 0,3639 — коэффициент, определяемый условием гидростатического равновесия. При подстановке значения {\displaystyle K} из (2) в (3), предельная масса {\displaystyle {\mathfrak {M}}_{Ch}} белого карлика в солнечных массах {\displaystyle {\mathfrak {M}}_{\odot }}:

| {\displaystyle {\mathfrak {M}}_{Ch}={\frac {0{,}1967}{(m_{u}\mu _{e})^{2}}}\left({\frac {hc}{G}}\right)^{3/2}={\frac {5{,}83}{\mu _{e}^{2}}}{\mathfrak {M}}_{\odot }.} | \| \| \| \| \| \| \| \| | (4) |
| |                         |     |
| |                         |     |
Значение предела Чандрасекара {\displaystyle {\mathfrak {M}}_{Ch}} слабо зависит от {\displaystyle \mu _{e}}: в идеальной политропной модели как {\displaystyle \mu _{e}^{-2}}, однако из-за нейтронизации и эффектов общей теории относительности зависимость оказывается ещё слабее.
Расчёты для белых карликов различного химического состава дают значение предела Чандрасекара в диапазоне 1,38—1,44 {\displaystyle M_{\odot }}.

## Предел Чандрасекара и сверхновые типа Ia

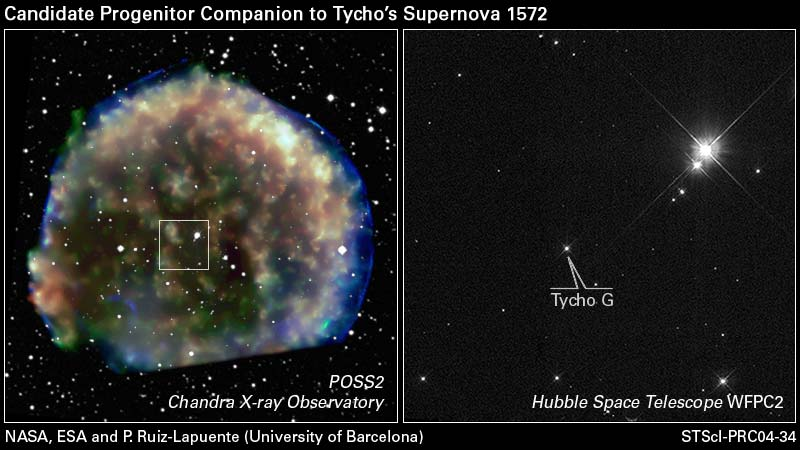
Слева — изображение в рентгеновском диапазоне остатков сверхновой SN 1572 типа Ia, наблюдавшейся Тихо Браге в 1572 году. Справа — фотография в оптическом диапазоне, отмечен бывший компаньон взорвавшегося белого карлика

В тесных двойных системах зачастую одним из компонентов является белый карлик. В случае, если его компаньон в процессе эволюции заполняет свою полость Роша, начинается интенсивная аккреция на белый карлик, в ходе которой им может быть превзойдён предел Чандрасекара, последствием чего является взрыв сверхновой типа Ia. Поскольку такие сверхновые оказываются «калиброванными по массе» пределом Чандрасекара, то их энерговыделение тоже оказывается «калиброванным»: различия в их блеске весьма невелики. Благодаря такой особенности сверхновые типа Ia используются для определения расстояний до удалённых галактик.
В англоязычной литературе для таких объектов с известной абсолютной светимостью устоялся термин standard candles («стандартные свечи»), другим примером могут служить цефеиды с известной зависимостью период — светимость.